# Jeff Kanew
Jeff Kanew (* 16. Dezember 1944 in Brooklyn, New York City) ist ein US-amerikanischer Filmregisseur, Drehbuchautor und Filmeditor.

## Leben
Jeff Kanew studierte an der Columbia University und arbeitete bereits während dieser Zeit bei den United Artists in der Trailer-Abteilung, wo er z. B. Trailer für Die Reifeprüfung oder Asphalt-Cowboy mitgestaltete. 1966 eröffnete er seine eigene Produktionsfirma Utopia Productions. 1971 führte er Regie bei seinem ersten Film, dem Dokumentarfilm Black Rodeo über ein Rodeo im New Yorker Stadtteil Harlem, und erhielt positive Kritiken. 1977 verkaufte Kanew Utopia Productions, um seinen ersten Spielfilm Natural Enemies zu finanzieren, der 1979 erschien. Bald darauf trat der Schauspieler Robert Redford an ihn heran und bat ihn, sein Regiedebüt Eine ganz normale Familie (1980) zu schneiden. Zwei Jahre später schrieb er das Drehbuch und führte Regie bei seinem zweiten Film Kopfjagd. 1984 kam sein Film Die Rache der Eierköpfe in die US-amerikanischen Kinos und wurde – obwohl mit geringem Budget finanziert – zu einem Erfolg. Ein Jahr später drehte er wieder eine Komödie. Gotcha! – Ein irrer Trip war jedoch an den Kinokassen nicht so erfolgreich wie sein Vorgängerwerk. Im gleichen Jahr inszenierte er eine Folge für die Krimireihe Alfred Hitchcock Presents mit dem Titel Night Fever. 1986 erschien die Gaunerkomödie Archie und Harry – Sie können’s nicht lassen mit Burt Lancaster und Kirk Douglas in den Hauptrollen. 1989 und 1991 erschienen die beiden Komödien Die Wilde von Beverly Hills mit Shelley Long und V.I. Warshawski – Detektiv in Seidenstrümpfen mit Kathleen Turner, denen beide kein Erfolg beschieden war. In den Jahren 2000 und 2001 inszenierte er drei Folgen der Serie Ein Hauch von Himmel. 2003 folgte der Film Babij Jar – Das vergessene Verbrechen über die Ermordung von 33.771 Juden in der Schlucht Babyn Jar bei Kiew, der von Artur Brauners Firma Central Cinema Company produziert wurde. Zwei Jahre später erschien die Liebeskomödie Adam and Eve mit Cameron Douglas und Emmanuelle Chriqui in den Hauptrollen.

## Filmografie (als Regisseur)
- 1972: Black Rodeo
- 1979: Natural Enemies
- 1983: Kopfjagd (Eddie Macon’s Run)
- 1984: Die Rache der Eierköpfe (Revenge of the Nerds)
- 1985: Gotcha! – Ein irrer Trip (Gotcha!)
- 1985: Alfred Hitchcock Presents, Episode „Night Fever“
- 1986: Archie und Harry – Sie können’s nicht lassen (Tough Guys)
- 1989: Die Wilde von Beverly Hills (Troop Beverly Hills)
- 1991: V.I. Warshawski – Detektiv in Seidenstrümpfen (V.I. Warshawski)
- 2000–2001: Ein Hauch von Himmel (Touched by an Angel, Fernsehserie, Episoden „Bar Mizwa“, „Das Geisterhaus“ und „Im Zeichen der Taube“)
- 2003: Babij Jar – Das vergessene Verbrechen (Babiy Yar)
- 2005: Adam and Eve
- 2011: 301 – Scheiß auf ein Empire (The Legend of Awesomest Maximus)